# Wilhelm Frick
Wilhelm Frick (Alsenz, 12. ožujka 1877. – Nürnberg, 16. listopada 1946.),
nacistički političar utjecajan za vrijeme Trećeg Reicha
Rođen je u učiteljskoj obitelji. Bio je ministar bez portfelja do 1943. kada gubi bitku s Hermannom Göringom.  Sudjelovao je u stvaranju dokumenata poznatih kao Nürnberški zakoni.  Nakon smrti Reinharda Heydricha, imenovan je protektorom Češke i Moravske.  Uhićen je i postao je sudionik Nürnberškog procesa.  Osuđen je na smrt zbog ratnih zločina i zločina protiv čovječnosti.  Zadnje riječi su mu bile: Neka dugo živi vječna Njemačka.